# Mauritia (mikrokontynent)
Mauritia – zatopiony 84–60 mln lat temu mikrokontynent na obszarze Oceanu Indyjskiego, zlokalizowany na północ i na wschód od Madagaskaru pomiędzy obecnym Mauritiusem i Seszelami. Obecnie wypiętrzenie dna w tym rejonie tworzy Grzbiet Maskareński – największy podmorski płaskowyż w Oceanie Indyjskim.
24 lutego 2013 roku zespół naukowców z Norwegii, RPA, Wielkiej Brytanii i Niemiec opublikował na łamach czasopisma „Nature Geoscience” wyniki badań próbek skał zebranych na wybrzeżu Mauritiusa, wyspy zlokalizowanej na Oceanie Indyjskim pomiędzy Madagaskarem a Indiami. Naukowcy ocenili wiek odkrytych tam kryształów cyrkonu na 660 mln do prawie 2 mld lat. Jest to ich zdaniem dowód na to, że w pobliżu Mauritiusa istniał ląd, bowiem najstarsze skały bazaltowe tej wyspy pochodzą sprzed 8,9 mln lat. 
Naukowcy wskazali także na wyjątkową grubość skorupy ziemskiej w tym rejonie Oceanu Indyjskiego. Zazwyczaj na dnie oceanicznym jest ona znacznie cieńsza niż na kontynentach i ma od 5 do 10 km grubości. Tymczasem skorupa w rejonie dna oceanu pomiędzy Mauritiusem a Seszelami ma aż 25–30 km grubości, co jest wielkością typową dla lądów. W opinii naukowców 60–84 mln lat temu istniejąca tutaj Mauritia została rozerwana na skutek przemieszczania się skorupy w kierunku Azji i w konsekwencji zatonęła. Naukowcy przeprowadzili rekonstrukcje płyt tektonicznych i wykazali, że lokalizacja Mauritiusa i Grzbietu Maskareńskiego może pokrywać się z zakresem płyty mikrokontynentu Mauritia.